# Теория де Бройля — Бома
Теория де Бройля — Бома, также известная как теория волны-пилота, механика Бома, интерпретация Бома и причинная интерпретация, является интерпретацией квантовой теории. В дополнение к волновой функции на пространстве всех возможных конфигураций, она  постулирует реальную конфигурацию, которая существует, даже не будучи измеряемой. Эволюция конфигурации во времени (то есть позиции всех частиц или конфигурации всех полей) определяется волновой функцией с помощью управляющего уравнения. Эволюция волновой функции во времени задаётся уравнением Шрёдингера. Теория названа в честь Луи де Бройля (1892—1987) и Дэвида Бома (1917—1992).
Теория детерминированная и явно нелокальная: скорость любой частицы зависит от значения управляющего уравнения, которое зависит от конфигурации системы, заданной её волновой функцией; последняя зависит от граничных условий системы, которой в принципе может быть вся Вселенная.
Из теории проистекает формализм для измерений, аналогичный термодинамике для классической механики, который даёт стандартный квантовый формализм, обычно ассоциирующийся с копенгагенской интерпретацией. Явная нелокальность теории устраняет «проблему измерения», которая обычно относится к теме интерпретации квантовой механики в копенгагенской интерпретации. Правило Борна в теории де Бройля — Бома не является основным законом. Правильнее будет сказать, что в этой теории связь между плотностью вероятности и волновой функцией имеет статус гипотезы, называемой гипотезой квантового равновесия, которая дополняет основные законы, управляющие волновой функцией.
Теория была развита де Бройлем в 1920-х годах, но в 1927 году он был вынужден отказаться от неё в пользу господствующей копенгагенской интерпретации. Дэвид Бом, недовольный преобладающей ортодоксальной теорией, вновь открыл теорию волны-пилота де Бройля в 1952 году. Предложения Бома не были широко приняты тогда, отчасти от того, что в молодости Бом был коммунистом. 
Теория де Бройля — Бома считалась недопустимой основными теоретиками, в основном из-за её явной нелокальности. 
Теорема Белла (1964) была вдохновлена обнаруженной Беллом работой Дэвида Бома и последующим поиском способа устранения очевидной нелокальности теории. С 1990-х годов возрождается интерес к разработке расширений теории де Бройля — Бома в попытках примирить её со специальной теорией относительности и квантовой теорией поля, помимо других особенностей, таких как спин или искривлённая пространственная геометрия.
В «Стэнфордской философской энциклопедии», в статье по квантовой декогеренции (Гвидо Bacciagaluppi, 2012), «подходы к квантовой механике» собраны в пяти группах, одной из которых является «теория волны-пилота» (остальные — копенгагенская интерпретация, теория объективного коллапса, многомировая интерпретация и модальная интерпретация).
Существует несколько эквивалентных математических формулировок теории и известно несколько её названий. Волна де Бройля имеет макроскопический аналог, известный под названием волны Фарадея.

## Обзор
Теория де Бройля — Бома базируется на следующих постулатах:
- Есть конфигурация {\displaystyle q} Вселенной, описанная координатами {\displaystyle q^{k}}, которая представляет собой элемент конфигурационного пространства {\displaystyle Q}. Конфигурационные пространства различаются для разных версий теории волны-пилота. Например, это может быть пространство координат {\displaystyle \mathbf {Q} _{k}} для {\displaystyle N} частиц, или, в случае теории поля, пространство полевых конфигураций {\displaystyle \phi (x)}. Конфигурация эволюционирует (для спина 0) в соответствии с управляющим уравнением

{\displaystyle m_{k}{\frac {dq^{k}}{dt}}(t)=\hbar \nabla _{k}\operatorname {Im} \ln \psi (q,t)=\hbar \operatorname {Im} \left({\frac {\nabla _{k}\psi }{\psi }}\right)(q,t)={\frac {m_{k}\mathbf {j} _{k}}{\psi ^{*}\psi }}=\mathrm {Re} \left({\frac {\mathbf {\hat {P}} _{k}\Psi }{\Psi }}\right)},
где {\displaystyle \mathbf {j} } — это ток вероятности, или поток вероятности, и {\displaystyle \mathbf {\hat {P}} } — оператор импульса. Здесь {\displaystyle \psi (q,t)} — это стандартная комплекснозначная волновая функция, известная из квантовой теории, которая эволюционирует согласно уравнению Шредингера
{\displaystyle i\hbar {\frac {\partial }{\partial t}}\psi (q,t)=-\sum _{i=1}^{N}{\frac {\hbar ^{2}}{2m_{i}}}\nabla _{i}^{2}\psi (q,t)+V(q)\psi (q,t)}
Эти постулаты завершают формулировку теории для любой квантовой теории с гамильтонианом типа {\displaystyle H=\sum {\frac {1}{2m_{i}}}{\hat {p}}_{i}^{2}+V({\hat {q}})}.
- Конфигурация распределяется в соответствии с {\displaystyle |\psi (q,t)|^{2}} в момент времени {\displaystyle t}, и, следовательно, это справедливо для всех времён. Такое состояние называется квантовым равновесием. При квантовом равновесии эта теория согласуется с результатами стандартной квантовой механики.

Хоть это последнее соотношение нередко представляется как аксиома теории, в оригинальной статье Бома от 1952 года оно было представлено как вывод из статистико-механических аргументов. Этот довод подкрепляется работой Бома от 1953 года и подтверждён работой Бома и Вижье 1954 года, в котором они ввели стохастические колебания жидкости, которые управляют процессом асимптотической релаксации из неравновесного квантового состояния в состояние квантового равновесия (ρ → |ψ|2).

### Эксперимент с двумя щелями

Бомовские траектории для электрона, прошедшего через две щели. Аналогичная картина была также экстраполирована из слабых измерений одиночных фотонов.

Эксперимент с двумя щелями иллюстрирует корпускулярно-волновой дуализм. В нём пучок частиц (например, электронов) проходит через барьер, который имеет две щели. Если поставить экран детектора за барьером, картина обнаруженных частиц показывает интерференционные полосы, характерные для волн, приходящих на экран от двух источников (две щели). Тем не менее, интерференционная картина состоит из отдельных точек, соответствующих частицам, которые попали на экран. Система, кажется, демонстрирует поведение как волн (интерференционные полосы), так и частиц (точки на экране).
Если мы изменим этот эксперимент так, что одна щель окажется закрытой, никакой интерференционной картины не наблюдается. Таким образом, состояние обеих щелей влияет на окончательный результат. Мы можем также расположить малоинвазивный детектор около одной из щелей, чтобы обнаружить, через какую щель прошла частица. Когда мы это сделаем, интерференционная картина исчезнет.
Копенгагенская интерпретация утверждает, что частицы не локализованы в пространстве, пока они не будут детектированы, так что если нет никакого детектора на щелях, отсутствует информация о том, через какие щели прошла частица. Если одна из щелей оборудована детектором, то волновая функция мгновенно изменяется из-за детектирования.
В теории де Бройля — Бома, волновая функция определяется для обеих щелей, но каждая частица имеет чётко определённую траекторию, которая проходит точно через одну щель. Итоговое положение частицы на детекторном экране и щель, через которую она проходит, определяется начальным положением частицы. Такое исходное положение непознаваемо или неуправляемо со стороны экспериментатора, так что есть видимость случайности в закономерности детектирования. В работе Бома от 1952 года он использовал волновую функцию, чтобы построить квантовый потенциал, который, будучи подставленным в уравнения Ньютона, даёт траектории частиц, проходящие сквозь две щели. В итоге волновая функция интерферирует сама с собой и направляет частицы через квантовый потенциал таким образом, что частицы избегают областей, в которых интерференция деструктивна, и притягиваются в регионы, в которых интерференция конструктивна, в результате чего появляется интерференционная картина на экране детектора.

## Теория

### Онтология
Онтология теории де Бройля — Бома состоит из конфигурации {\displaystyle q(t)\in Q} Вселенной и волны-пилота {\displaystyle \psi (q,t)\in \mathbb {C} }. Конфигурационное пространство {\displaystyle Q} можно выбрать по-разному, как в классической механике и стандартной квантовой механике.
Таким образом, онтология теории волны-пилота содержит в качестве траектории {\displaystyle q(t)\in Q}, которые мы знаем из классической механики, как волновую функцию {\displaystyle \psi (q,t)\in \mathbb {C} } из квантовой теории. Итак, в каждый момент времени существует не только волновая функция, но и чётко определённая конфигурация всей Вселенной (то есть система, которая определяется из граничных условий, используемых при решении уравнения Шредингера). Соответствие нашему опыту сделано по идентификации конфигурации нашего мозга с некоторой частью конфигурации всей Вселенной {\displaystyle q(t)\in Q}, как в классической механике.
В то время как онтология классической механики является частью онтологии теории де Бройля — Бома, динамики очень разные. В классической механике ускорение частицы вызывается непосредственно силами, которые существуют в физическом трёхмерном пространстве. В теории де Бройля — Бома скорости частиц даются волновой функцией, которая существует в 3N-мерном конфигурационном пространстве, где N соответствует количеству частиц в системе. Бом предположил, что каждая частица имеет «сложную и тонкую внутреннюю структуру», которая обеспечивает способность реагировать на информацию, которую предоставляет волновая функция через квантовый потенциал. Также, в отличие от классической механики, физические свойства (например, масса, заряд) распространены в соответствии с волновой функцией в теории де Бройля — Бома, а не локализованы в положении частицы.
Волновая функция, а не частицы, определяет динамическую эволюцию системы: частицы не воздействуют на волновую функцию. По формулировке Бома и Хили «уравнение Шредингера для квантового поля не имеет ни источников, ни какого-либо другого способа, которым состояние частиц может прямо повлиять на поле [...] Квантовая теория допускает полную независимость квантового поля от частиц» П. Холланд считает отсутствие взаимодействия частиц и волновой функции «одним из многих неклассических свойств, показанных этой теорией». Холланд позже назвал отсутствие ответной реакции очевидным из-за неполноты описания теории.
Ниже мы дадим основы теории для одной частицы, движущейся в {\displaystyle \mathbb {R} ^{3}} и потом распространим её на случай {\displaystyle N} частиц, движущихся в 3-х измерениях. В первом случае, конфигурационное и реальное пространства совпадают, а во втором, реальное пространство по-прежнему {\displaystyle \mathbb {R} ^{3}}, но конфигурационное пространство становится {\displaystyle \mathbb {R} ^{3N}}. В то время как положения частиц находятся в реальном пространстве, поля скорости и волновая функция определены на конфигурационном пространстве, что показывает, как частицы запутываются друг с другом в рамках этой теории.
Расширения этой теории включают спин и более сложные конфигурационные пространства.
Мы используем вариации {\displaystyle \mathbf {Q} } для координат частиц, в то время как {\displaystyle \psi } представляется комплекснозначной волновой функцией заданной на конфигурационном пространстве.

### Управляющее уравнение
Для одной бесспиновой частицы, движущейся в {\displaystyle \mathbb {R} ^{3}}, скорость задается в виде
{\displaystyle {\frac {d\mathbf {Q} }{dt}}(t)={\frac {\hbar }{m}}\operatorname {Im} \left({\frac {\nabla \psi }{\psi }}\right)(\mathbf {Q} ,t)}.
Для многих частиц мы обозначаем их как {\displaystyle \mathbf {Q} _{k}} для {\displaystyle k}й частицы, и их скорости задаются в виде
{\displaystyle {\frac {d\mathbf {Q} _{k}}{dt}}(t)={\frac {\hbar }{m_{k}}}\operatorname {Im} \left({\frac {\nabla _{k}\psi }{\psi }}\right)(\mathbf {Q} _{1},\mathbf {Q} _{2},\ldots ,\mathbf {Q} _{N},t)}.
Главное здесь то, что это поле скоростей зависит от фактического положения всех {\displaystyle N} частиц во Вселенной. Как поясняется ниже, в большинстве экспериментальных ситуаций влияния всех этих частиц могут быть инкапсулированы в эффективной волновой функции для подсистемы Вселенной.

### Уравнение Шредингера
Одночастичное уравнение Шредингера определяет эволюцию во времени комплекснозначной волновой функции на {\displaystyle \mathbb {R} ^{3}}. Уравнение представляет собой квантованную версию полной энергии классической системы, которая эволюционирует под действием вещественной потенциальной функции {\displaystyle V}, заданной на {\displaystyle \mathbb {R} ^{3}}:
{\displaystyle i\hbar {\frac {\partial }{\partial t}}\psi =-{\frac {\hbar ^{2}}{2m}}\nabla ^{2}\psi +V\psi }
Для многих частиц уравнение такое же, за исключением того, что {\displaystyle \psi } и {\displaystyle V} заданы на конфигурационном пространстве {\displaystyle \mathbb {R} ^{3N}}.
{\displaystyle i\hbar {\frac {\partial }{\partial t}}\psi =-\sum _{k=1}^{N}{\frac {\hbar ^{2}}{2m_{k}}}\nabla _{k}^{2}\psi +V\psi }
Это та же волновая функция из обычной квантовой механики.

### Отношение к правилу Борна
Бом в оригинальных работах [Бом 1952] рассматривает, как из теории де Бройля — Бома следуют результаты измерений обычной квантовой механики. Основная идея заключается в том, что это выполняется при условии, что положения частиц удовлетворяют статистическому распределению, заданному {\displaystyle |\psi |^{2}}. Такое распределение гарантированно будет верно для всех времен благодаря управляющему уравнению, если начальное распределение частиц удовлетворяет {\displaystyle |\psi |^{2}}.
Для данного эксперимента мы можем предположить, что утверждение верно, и экспериментальная проверка это подтвердит. Это оспаривают Дюр и соавт.: такое распределение характерно для подсистем. Они утверждают, что {\displaystyle |\psi |^{2}} в силу своей эквивариантности под действием динамической эволюции системы, является подходящей мерой обычно для начальных условий координат частиц. Они потом доказывают, что подавляющее большинство возможных начальных конфигураций статистически подчиняется правилу Борна (т. е. {\displaystyle |\psi |^{2}}) для результатов измерений. В итоге во Вселенной под управлением динамики де Бройля — Бома правило Борна обычно выполняется.
Ситуация, таким образом, аналогична ситуации в классической статистической физике. Начальное состояние с низкой энтропией с подавляюще высокой вероятностью эволюционирует в состояние с более высокой энтропией: типичное поведение, которое согласуется со вторым законом термодинамики. Есть, конечно, аномальные начальные условия, которые могли бы повлечь нарушение второго закона. Однако в отсутствие подробных доказательств, подтверждающих фактическое осуществление одного из таких редких начальных условий, было бы неразумно ожидать чего угодно, кроме на самом деле наблюдаемого равномерного увеличения энтропии. Аналогично, в теории де Бройля — Бома, существуют аномальные начальные условия, которые приведут к нарушению правила Борна (т. е., в противоречие с предсказаниями стандартной квантовой теории). Но обычно теорема показывает, что при отсутствии особых причин полагать, что одно из этих специальных начальных условий реализуется, следует ожидать выполнения правила Борна.
Правило Борна в теории де Бройля – Бома является теоремой, а не дополнительным постулатом (как в обычной квантовой теории).
Можно показать, что распределение частиц, не распределенных в соответствии с правилом Борна (то есть распределение «вне квантового равновесия») и эволюционирующее в динамике де Бройля - Бома в подавляющем большинстве случаев будет развиваться в состояние, распределенное как {\displaystyle |\psi |^{2}}. Видео электронной плотности в 2D ящике под действием этого процесса доступно здесь.

### Условная волновая функция подсистемы
В формулировке теории де Бройля — Бома есть только волновая функция всей Вселенной (которая всегда эволюционирует в соответствии с уравнением Шредингера). «Вселенная» — это система, ограниченная теми же граничными условиями, что используются для решения уравнения Шредингера. Однако, как только теория сформулирована, удобно ввести понятие волновой функции также для подсистем Вселенной. Запишем волновую функцию Вселенной, как {\displaystyle \psi (t,q^{\mathrm {I} },q^{\mathrm {II} })}, где {\displaystyle q^{\mathrm {I} }} обозначает конфигурацию переменных, связанных с некоторой подсистемой (I) Вселенной и {\displaystyle q^{\mathrm {II} }} обозначает остальные переменные конфигурации. Обозначим, соответственно, {\displaystyle Q^{\mathrm {I} }(t)} и {\displaystyle Q^{\mathrm {II} }(t)} фактическую конфигурацию подсистемы (I) и остальной Вселенной. Для простоты мы рассмотрим здесь только случай с бесспиновыми частицами. Условная волновая функция подсистемы (I) определяется по формуле:
{\displaystyle \psi ^{\mathrm {I} }(t,q^{\mathrm {I} })=\psi (t,q^{\mathrm {I} },Q^{\mathrm {II} }(t)).}
Это незамедлительно следует из того факта, что {\displaystyle Q(t)=(Q^{\mathrm {I} }(t),Q^{\mathrm {II} }(t))} удовлетворяет управляющему уравнению. Ему также удовлетворяет конфигурация {\displaystyle Q^{\mathrm {I} }(t)}, идентичная той, которая представлена в формулировке теории, но с универсальной волновой функцией {\displaystyle \psi } замененной на условную волновую функцию {\displaystyle \psi ^{\mathrm {I} }}. Кроме того, тот факт, что {\displaystyle Q(t)} является случайной с плотностью вероятности, заданной квадратом модуля {\displaystyle \psi (t,\cdot )} предполагает, что условные плотности вероятности {\displaystyle Q^{\mathrm {I} }(t)} данной {\displaystyle Q^{\mathrm {II} }(t)} дается квадратом модуля вектора (нормированной) условной волновой функции {\displaystyle \psi ^{\mathrm {I} }(t,\cdot )} (в терминологии Дюра и соавт. этот факт называется фундаментальной формулой условной вероятности).
В отличие от универсальной волновой функции, условная волновая функция подсистемы не всегда (но часто) эволюционирует в соответствии с уравнением Шредингера. Например, если универсальная волновая функция разлагается в произведение как:
{\displaystyle \psi (t,q^{\mathrm {I} },q^{\mathrm {II} })=\psi ^{\mathrm {I} }(t,q^{\mathrm {I} })\psi ^{\mathrm {II} }(t,q^{\mathrm {II} })}
тогда условная волновая функция подсистемы (I) с точностью до неактуального скалярного множителя равна {\displaystyle \psi ^{\mathrm {I} }} (это то, что стандартная квантовая теория будет рассматривать как волновую функцию подсистемы (I)). Если, кроме того, гамильтониан не содержит взаимодействия между подсистемами (I) и (II), значит {\displaystyle \psi ^{\mathrm {I} }}  удовлетворяет уравнению Шредингера. В более общем смысле, предположим, что универсальная волновая функция {\displaystyle \psi } записана в виде:
{\displaystyle \psi (t,q^{\mathrm {I} },q^{\mathrm {II} })=\psi ^{\mathrm {I} }(t,q^{\mathrm {I} })\psi ^{\mathrm {II} }(t,q^{\mathrm {II} })+\phi (t,q^{\mathrm {I} },q^{\mathrm {II} }),}
где {\displaystyle \phi } решает уравнение Шредингера и {\displaystyle \phi (t,q^{\mathrm {I} },Q^{\mathrm {II} }(t))=0} для всех {\displaystyle t} и {\displaystyle q^{\mathrm {I} }}. Далее, опять же, условная волновая функция подсистемы (I) с точностью до неактуального скалярного множителя равна {\displaystyle \psi ^{\mathrm {I} }} и, если гамильтониан не содержит взаимодействия между подсистемами (I) и (II), {\displaystyle \psi ^{\mathrm {I} }}, удовлетворяет уравнению Шредингера.
Тот факт, что условная волновая функция подсистемы не всегда эволюционирует в соответствии с уравнением Шредингера связан с тем, что обычное правило редукции в стандартной квантовой теории возникает из Бомовского формализма при рассмотрении условных волновых функций подсистем.